# Human (The Human League)
Human è un singolo del gruppo synthpop britannico The Human League, pubblicato nel 1986 ed estratto dall'album Crash.
Il brano è stato scritto e prodotto dal duo Jimmy Jam & Terry Lewis.

## Tracce
- 7"

1. Human
2. Human (Extended Instrumental Version)

## Classifiche
| Classifica (1986) | Posizione massima |
| ----------------- | ----------------- |
| Stati Uniti       | 1                 |